# Шкирпа, Казис
Кази́с Шки́рпа (лит. Kazys Škirpa; 18 февраля 1895, деревня Намаюнай (ныне Пасвальский район, Литва) — 18 августа 1979, Вашингтон) — литовский офицер и дипломат, начальник Генерального штаба, в 1940 году — посол Литвы в Германии, основатель Литовского фронта активистов.

## Биография

### Ранние годы
В 1915 г. окончил Митавскую гимназию, в которой учились многие видные литовские деятели, например, будущий Президент Литвы Антанас Сметона, и поступил в Петроградский Коммерческий институт. В 1916 г. — в разгар Первой мировой войны был мобилизован в Русскую императорскую армию. Окончил военное училище в Петергофе, по выпуску из которого был назначен офицером в 20-й Сибирский стрелковый полк в Омске. После Февральской революции К.Шкирпа вернулся в Петроград, где пытался сформировать литовские национальные части (по образу Латышских стрелков).
После объявления Литвой независимости в 1918 году, он вернулся на родину, первым записался в армию Литвы и добровольно вступил в один из отрядов борьбы за независимость. Был одним из отряда литовских добровольцев, поднявших 1 января 1919 года литовский триколор над башней Гедимина в Вильнюсе. В память этого события в Литве 1 января отмечается День Литовского флага. К.Шкирпа участвовал в боях с Красной Армией, Западной добровольческой армией и польской армией.
Продолжил военное образование в Цюрихе (1921 г.), Каунасе (1922 г.) и Брюсселе (1925 г.). Был депутатом Учредительного Сейма Литвы.
С 1920 г. был активным политиком, избирался в Сейм, был членом партии Литовских социалистов демократов-народников. С 1925 г. перешёл на военную службу: был начальником II отдела Генерального Штаба, лектором Высших офицерских курсов, преподавателем Военного училища в Каунасе. В 1926 г. был назначен начальником Генерального штаба. Провёл ряд реформ в армии Литвы: уменьшил число воинских частей, организовал группы мобилизационного прикрытия, разработал план ускоренной мобилизации вооружённых сил, представил проект новой организации армии мирного времени. Не поддержал государственный переворот 17 декабря 1926 года, за что был уволен с должности начальника Генерального штаба.
С 1927 г. К.Шкирпа на дипломатической службе: начальник консульского отдела в Берлине (1927), военный атташе Литвы в Германии (1928), постоянный посол Литвы и полномочный министр в Лиге Наций в Женеве (1937). Когда 19 марта 1938 г. Польша предъявила Литве ультиматум с требованием установить дипломатические отношения, Шкирпа предлагал его отвергнуть, но правительство решило иначе. Тогда Шкирпа был назначен первым послом и полномочным министром в Польше и 31 марта 1938 г. вручил верительные грамоты Президенту Польши. В конце 1939 г. Шкирпа был переведён послом и полномочным министром Литвы в Третьем Рейхе. 22 марта 1939 г. Казис Шкирпа вместе с министром иностранных дел Литвы Юозасом Урбшисом был вынужден подписать договор о передаче Клайпедского края Германии (пакт Урбшиса — Риббентропа). После нападения Германии на Польшу предложил правительству Литвы захватить Виленский край.

### Вторая мировая война
Когда 21 июля 1940 г. "Народный Сейм" решил проситься в состав СССР, К.Шкирпа первым выразил протест против советской агрессии и оккупации: подал правительству Германии ноту протеста в связи со включением его страны в состав Советского Союза, но документ был "по-дружески" возвращен подателю с объяснением, что подобные протесты принимаются только от официальных представителей правительств. Когда Шкирпа усомнился в объективности германской прессы, освещавшей события в Литве в советском ключе и не получил "сочувствия к Литве", то "залился слезами и долго не мог прийти в себя". Кроме того, Шкирпа послал в Каунас нешифрованную телеграмму, в которой назвал "современный сейм" некомпетентным выражать истинное мнение народа, так как выборы прошли под иностранной военной оккупацией и давлением чужого государства, с подавлением выражения мнений всех  партий, кроме коммунистической. В результате протеста дипломатов, многие государства, прежде всего США, не признали de jure оккупацию Литвы Советским Союзом.

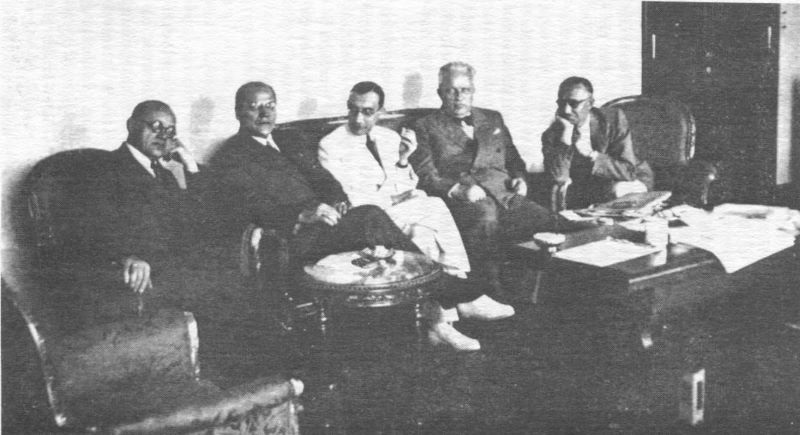
Конференция литовских дипломатов в Риме, 1940 год

В сентябре 1940 г. в Риме дипломаты Литвы организовали Народный Комитет Литвы (лит. Lietuvos Tautinis Komitetas) под председательством Эрнестаса Галванаускаса, одним из членов которого стал К.Шкирпа. В ноябре 1940 года Шкирпа организовал из литовских эмигрантов организацию со штабом в Берлине и с руководящими отделениями в Каунасе и в Вильнюсе, который 17 ноября 1940 г. был назван Литовский фронт активистов (ЛФА, лит. Lietuvių Aktyvistų Frontas). Эта организация имела целью освобождение Литвы от советской оккупации. Хотя некоторые историки считают, что ЛФА работал под эгидой германской военной разведки (абвер), гестапо и службы А. Розенберга, имея достоверную информацию о нападении Германии на СССР, неизвестны факты получения ЛФА какой-либо реальной помощи при подготовке и в течение Июньского восстания 1941 г.
В январе 1941 г. Шкирпа передал командованию вермахта записку с изложением своих соображений, как Литва будет освобождена с началом немецкого нападения на СССР.
24 марта 1941 года Шкирпа написал 19-страничную инструкцию ЛФА «Указания по освобождению Литвы» (лит. "Lietuvai išlaisvinti nurodymai"), которая ориентировала боевиков препятствовать уничтожению транспортной инфраструктуры при отступлении Красной армии (железных дорог, мостов, узловых станций), дабы обеспечить быстрейшее продвижение моторизованных германских частей. Одной из главных целей было указано: "Заставить евреев бежать из Литвы" (лит. "priversti žydus bėgti iš Lietuvos" - п. 4, стр. 10 сокращённой версии документа). Должна была быть создана вооружённая сила - Батальон охраны народного труда (лит. Tautinio darbo apsaugos batalionas). Текст этой инструкции Шкирпа вначале давал прочитать и запомнить нескольким связным, чтобы те передавали его в Литве на словах, но за две недели до начала войны он рискнул передать сокращённый вариант этого текста на бумаге.
Бойцы ЛФА должны были действовать самостоятельно по планам, составленным руководителями ЛФА. В конце документа подчёркивается, что бойцы ЛФА "должны поддерживать с немецкими солдатами и чиновниками хорошие и сердечные отношения, но не унижать себя, так как восстав, мы боремся за свою свободу сами и совсем не ждём милости от немцев, чтобы они нам эту свободу подарили". Шкирпа уже столкнулся с нежеланием немцев допустить восстановление национальной государственности Литвы и надеялся, что post factum немцы всё-таки её признают после фактического восстановления власти литовского правительства на всей территории Литвы.

В 1975 году Шкирпа привёл этот документ в своих воспоминаниях, исключив из него все антисемитские фразы. Вначале же было написано так: 
"Для идейного созревания литовского народа нужно усилить антикоммунистические и антиеврейские действия и распространять безусловную мысль, что наверняка произойдёт русско-немецкое вооружённое столкновение, что красная русская армия будет быстро изгнана из Литвы, и тогда Литва снова станет свободным независимым государством. Очень важно при этом избавиться от евреев. Поэтому надо создать для евреев в стране такую душную атмосферу, чтобы ни один еврей даже не осмелился бы подумать, что в новой Литве он ещё сможет иметь хотя бы минимальные права и вообще возможность проживать. Цель – вынудить всех евреев бежать из Литвы вместе с красными русскими. Чем больше их покинет Литву тогда, тем позднее будет легче закончить избавляться от евреев. Гостеприимство, в свое время оказанное евреям в Литве Витовтом Великим, навсегда отменяется за их постоянно повторяющееся предательство литовского народа его угнетателям.
В организационном смысле необходимо сделать следующее: в рамках движения активистов, как выразителя и исполнителя политической воли литовского народа, создать Охрану народного труда (лит. Tautinio darbo apsauga) в качестве боевого органа этого движения. Она создаётся из полностью надёжных мужчин, способных применять оружие и готовых, в случае необходимости, пожертвовать своей жизнью за Литву и идеалы Движения Активистов."
Оригинальный текст на стр. 7-8:
„Idėjiniam lietuvių tautos pribrendinimui reikalinga sustiprinti antikomunistinę ir antižydišką akciją ir skleisti besąlyginiai mintį, jog rusų-vokiečių ginkluotas susikirtimas tikrai įvyks, kad raudonoji rusų armija greitai bus iš Lietuvos išvyta ir, kad Lietuva vėl taps laisva, nepriklausoma valstybė. Labai svarbu šia proga atsikratyti ir nuo žydų. Todėl reikia krašte sudaryti tokią tvankią prieš žydus atmosferą, kad nei vienas žydas nedrįstų ir minties prileisti, jog naujoje Lietuvoje jis dar galėtų turėti bent minimalinių teisių ir bendrai pragyvenimo galimybių. Tikslas – priversti visus žydus bėgti iš Lietuvos drauge su raudonaisiais rusais. Juo jų daugiau šia proga iš Lietuvos pasišalins, juo bus vėliau lengviau baigti nuo žydų nusikratyti. Savo laiku Vytauto Didžiojo suteiktas Lietuvoje žydams svetingumas atšaukiamas visiems amžiams už jų nuolatiniai pasikartojantį lietuvių tautos išdavimą jos engėjams.

Organizaciniu požiūriu yra reikalingas šis patvarkymas: ribose aktyvistų sąjūdžio, kaip lietuvių tautos politinės valios reiškėjo ir vykdytojo, sudarytina Tautinio darbo apsauga, kaip to sąjūdžio kovos organas. Ji sudaroma iš visai patikimų vyrų, galinčių valdyti ginklą ir pasiryžusių, esant reikalui, aukoti savo gyvybę už Lietuvą ir Aktyvistų Sąjūdžio idealus.“
Шкирпа убеждал президента А.Сметону (которому в целом нравилась активность Шкирпы) остаться в Европе, но тот эмигрировал в США и в дальнейших событиях не участвовал.
Несмотря на то, что весной — в начале лета 1941 г. органам НКГБ удалось ликвидировать часть связанного с ЛФА подполья, например, штаб ЛФА в Вильнюсе, а затем лишить его части базы в ходе депортации 14 июня 1941 года, вскрыть организацию полностью не удалось. 16 апреля 1941 г. К. Шкирпа подал меморандум для передачи начальнику Генерального штаба сухопутных войск Германии Францу Гальдеру, в котором предлагал сформировать бригаду из литовских эмигрантов, чтобы "способствовать освобождению Литвы от большевизма и русской оккупации". Однако немцы не собирались поручать им какую-либо более-менее важную роль в предстоявшей войне. Кроме того, когда К. Шкирпа узнал о планах послевоенного обустройства Европейской части СССР, в частности, о намерении германизировать территорию Рейхскомиссариат Остланд, т. е., Прибалтику и Белоруссию, он поставил перед руководством Народного Комитета Литвы (лит. Lietuvos Tautinis Komitetas) вопрос: не следует ли отказаться от плана восстания, так как немцы явно не поддержали бы восстановления государственности Литвы.
22 апреля 1941 года в Каунасе сторонники ЛФА сформировали Временное правительство Литвы, в котором Шкирпа был назначен премьер-министром, однако 25 июня 1941 г. нацисты объявили ему домашний арест в Германии. Реальной власти К. Шкирпа так и не получил. Это правительство во главе с министром просвещения Литвы профессором Ю.Амбразявичюсом было распущено немцами через 6 недель.
22 июня 1941 года ЛФА начал восстание в тылу Красной армии и еврейские погромы. До 25 июня, когда в Каунас прибыл первый офицер Вермахта, город уже был полностью под контролем повстанцев ЛФА. 26 сентября 1941 года ЛФА был распущен командованием Рейхскомиссариата «Остланд», а некоторые его активисты, в том числе и руководитель восстания в Каунасе Ляонас Прапуолянис , отправлены в концлагеря. Всё же, стараниями Шкирпы, 7 апреля 1942 года Прапуолянис был освобождён из Дахау и поселён в Мюнхене под надзором полиции без права вернуться в Литву.
В 1942-43 гг. К.Шкирпа ещё надеялся, что политика немцев в отношении Литвы изменится на фоне их военных неудач. В октябре 1943 г. Шкирпа посетил Литву, а вернувшись в Берлин, 5 февраля 1944 г. вручил правительству III Рейха меморандум с предложением прекратить оккупацию и передать власть в Литве самим литовцам. Посол Японии генерал Хироси Осима ещё в 1943 г. пытался убедить Гитлера, что было бы полезно признать государственный суверенитет Литвы, Латвии, Эстонии и Украины, которые бы в этом случае могли бы сформировать коллаборационистские армии и спасти положение после сталинградской битвы, вернуть инициативу на фронте вермахту. Вожди Третьего Рейха категорически отвергли это предложение, Шкирпа был интернирован в лагере политзаключённых в Бад-Годесберге, откуда в 1945 г. был переведён в замок Айзенберг в Судетах.

### После войны
После окончания войны Шкирпа был эвакуирован в Париж, в 1946 эмигрировал в Ирландию, в Дублин, где преподавал русский язык в университете, а с 1949 г. переехал в США, где работал до пенсии в Библиотеке Конгресса. В 1975 г. была опубликована его книга о движении за независимость в 1941 г. "Sukilimas" ("Восстание"). Первоначально Казис Шкирпа был погребен в Вашингтоне, округ Колумбия, но в 1995 г. его останки были перезахоронены в Каунасе на Пятрашюнском кладбище (лит. Petrašiūnų kapinės).

## Память
В честь Казиса Шкирпы была названа аллея в центре Вильнюса. В июле 2019 года большинство депутатов городского совета проголосовали за переименование этой улицы в Аллею Триколора из-за "совершенно явных" антисемитских взглядов, которые декларировал К.Шкирпа. «Если мы хотим радоваться и гордиться тем, что город является открытым и уважительно относится ко всем людям, мы не можем оказывать знаки уважения тем, кто говорил: воспользуемся поводом и избавимся от всех евреев, создадим душную для них атмосферу, чтобы они даже не думали о том, что у них есть права жить в Литве. Это его слова, от которых он никогда не отрекался, хотя умер в свободной Америке», — сказал мэр Вильнюса Р. Шимашюс. Между тем, в Каунасе не приняли предложение переименовать небольшую улицу К.Шкирпы (лит. Škirpos gatvė). Администратор Каунасской хоральной синагоги М.Байрак сказал, что можно вести дискуссию о переименовании улицы наряду с обсуждением обоснования увековечивания памяти других исторических личностей, но только выслушав все мнения и позиции, можно принять мудрое решение, которое объединило бы гражданское общество, а не раскалывало бы его.